# Dumbrava (Lespezi), Iași
Dumbrava (în trecut, Fotin Enescu ) este un sat în comuna Lespezi din județul Iași, Moldova, România.